# Diego Maciá Antón
Diego Maciá Antón (Elche, 12 de diciembre de 1954) es un político español, alcalde de su ciudad natal entre 1995 y 2007. 

## Biografía
Es licenciado en Ciencias Políticas y Sociología, además de diplomado en Criminología y doctor en Psicología y especialista en Psicología Clínica. Profesor titular de Psicología en la Universidad Miguel Hernández de Elche. Diputado de la III, VI y VII legislaturas de las Cortes Valencianas, concejal del Ayuntamiento de Elche y primer teniente de alcalde, diputado provincial de Alicante desde 1987 hasta 1991, y presidente de la Comisión de Educación y Cultura de 1991 a 1995, presidente de la Comisión Ejecutiva Nacional del PSPV-PSOE.